# Tayloria purpurascens
Tayloria purpurascens är en bladmossart som beskrevs av Brotherus 1903. Tayloria purpurascens ingår i släktet trumpetmossor, och familjen Splachnaceae. Inga underarter finns listade i Catalogue of Life.